# Nederlandse kampioenschappen schaatsen afstanden 2018 - 5000 meter vrouwen
De 5000 meter vrouwen op de Nederlandse kampioenschappen schaatsen afstanden 2018 werd gehouden op 29 oktober 2017 in Thialf in Heerenveen. Titelverdedigster was Carien Kleibeuker, die de titel pakte tijdens de Nederlandse kampioenschappen schaatsen afstanden 2017.

## Statistieken

### Uitslag
| #      | Schaatser              | Tijd    |
| ------ | ---------------------- | ------- |
| Goud   | Antoinette de Jong     | 6.59,65 |
| Zilver | Carien Kleibeuker      | 7.00,38 |
| Brons  | Carlijn Achtereekte    | 7.00,86 |
| 4      | Irene Schouten         | 7.00,98 |
| 5      | Esmee Visser           | 7.02,59 |
| 6      | Reina Anema            | 7.03,90 |
| 7      | Femke Markus           | 7.10,97 |
| 8      | Melissa Wijfje         | 7.11,64 |
| 9      | Annouk van der Weijden | 7.12,34 |
| 10     | Sanne in 't Hof        | 7.15,56 |
| 11     | Linda de Vries         | 7.15,71 |
| 12     | Lisa van der Geest     | 7.26,68 |

## Uitslag
- Uitslagen NK Afstanden 2018 op SchaatsStatistieken.nl

1987 · 
1988 · 
1989 · 
1990 · 
1991 · 
1992 · 
1993 · 
1994 · 
1995 · 
1996 · 
1997 · 
1998 · 
1999 · 
2000 · 
2001 · 
2002 · 
2003 · 
2004 · 
2005 · 
2006 · 
2007 · 
2008 · 
2009 · 
2010 · 
2011 · 
2012 · 
2013 · 
2014 · 
2015 · 
2016 · 
2017 · 
2018 · 
2019 · 
2020 · 
2021 · 
2022 · 
2023 · 
2024 · 
2025